# Luigi De Gregori (bibliotecario)
Luigi De Gregori (Roma, 2 maggio 1874 – Roma, 4 ottobre 1947) è stato un bibliotecario italiano.

## Biografia
Figlio di Francesco e da Teresa Ghobert frequenta la facoltà di lettere l’Università degli Studi di Roma "La Sapienza" laurendosi nel 1899 presentando una tesi intitolata Dioscuride e i suoi epigrammi.
Nipote del noto bibliotecario Ignazio Giorgi, decide di seguirne le orme iniziando la carrierea con la qualifica di sottobibliotecario alla Biblioteca nazionale di Roma, apprendendo la passione per la professione dal Domenico Gnoli, che in quegli anni la dirige.
Dal 1913 gli viene conferito il primo di una serie di prestigiosi incarichi, ovvero la direzione della Biblioteca del ministero della Pubblica Istruzione che mantiene fino al 1921 e che nel 2017 sarà intitolata al De Gregori. Terminata la collaborazione, lo troviamo impegnato a fondare l'Istituto di archeologia e storia dell'arte.
Da menzionare l'attività svolta per la Casa di Dante e la gestione del trasferimento degli importanti archivi dall'Istituto archeologico germanico a Castel Sant'Angelo. Da menzionare anche l'opera prestata alla Casanatense che riorganizzò migliorandone la funzionalità e la consultazione, oltre a incaricare opere di restauro e perfezionare la conservazione dei preziosi documenti custoditi.
Come soprintendente ebbe modo di appurare le pessime condizioni in cui si trovavano molte biblioteche locali d'Abruzzo e Molise e grazie al confronto con le migliori esperienze estere, poté rendersi conto della vetustà in cui si trovava il sistema bibliotecario nazionale, spingendo verso la promozione del queste fondamentali istituzioni, in particolare le biblioteche dello Stato, con vari scritti su quotidiani nazionali.
Entrato in contatto con eminenti colleghi oltre confine è tra nel 1929 i  promotori del Congresso mondiale delle biblioteche che si svolse in quel di Roma.
De Gregori insistette nella richiesta di valorizzare il patrimonio bibliotecario complessivo, con l'arricchimento della dotazione di testi tecnici e scientifici anche nei piccoli centri abitati e lo sforzo si sostanziò nell'istituzione della Direzione generale delle Accademie e Biblioteche dipendente dal ministero della Pubblica Istruzione.
Alla principale attività bibliotecaria, De Gregori intervalla dotti lavori in onore di Roma e testi su piazza Navona e Gioacchino Belli. Con l'Istituto di studi romani si interessò di topografia romana. A lui si devono fondamentali piante iconografiche e plastigrafiche, riferite a diversi periodi storici dall'antichità a novecento, della Capitale.
Altro campo d'interesse che vedrà un suo contributo fattivo fu la storia della stampa. 
Durante la seconda guerra mondiale si impegnò a salvaguardare il patrimonio culturale italiano bibliografico di importanza preminente, e nel 1944 curò lo spostamento presso la Biblioteca Vaticana, precedentemente custoditi nel monastero di Santa Scolastica a Subiaco, località nota anche perché nel XV secolo d.C. era sorta la prima tipografia italiana, di importanti documenti provenienti da diverse istituzioni bibliotecarie della capitale, che preservò dalla perdita di quei rari manoscritti che sarebbe seguita alla rovina del monastero causata da un bombardamento.
Le devastazioni seguite al confiltto impegnarono il De Gregori nel dopoguerra nel recupero e sistemazione di importanti biblioteche quali quelle presso: l'Istituto di archeologia e storia dell'arte a Palazzo Venezia, l'Hertziana, l'Istituto Storico Germanico di Roma, l'Istituto di storia dell'arte a Firenze.
Del 1947, anno della scomparsa, Il bibliotecario è suo ultimo importante contribuito è una sorta di manuale per la professione aggiornata: viene evidenziato come la figura a qualità manageriale debba possedere una specifica competenza utile anche per consigliare i frequentatori della biblioteca.

## Opere
- Dioscuride e i suoi epigrammi, in Studi italiani di filologia classica, 1901;
- Il chiostro della Minerva e il primo libro con figure stampato in Italia, 1926;
- I tipografi tedeschi del Quattrocento a Roma, 1938;
- I tipi sublacensi, in Studi e ricerche sulla storia della stampa del Quattrocento, Milano 1942;
- Il bibliotecario, 1947;
- Le piante di Roma, pubblicate a cura di Pietro Amato Frutaz, 1962.